# Segneri (metropolitana di Milano)
Segneri è una stazione della linea M4 della metropolitana di Milano.
La stazione è situata a Milano lungo via Paolo Segneri, in prossimità dell'incrocio con via dei Sanniti, a servizio del quartiere IACP Lorenteggio.

## Storia
Il 1º febbraio 2015 sono state consegnate le aree per un successivo inizio dei lavori al consorzio di imprese che ha realizzato l'opera.
Il 17 marzo 2015 sono iniziati i lavori di costruzione veri e propri, con la modifica della viabilità di superficie. La stazione è stata inaugurata il 12 ottobre 2024, in concomitanza con l'apertura dell'intera linea M4.

## Servizi
La stazione dispone di:
- Accessibilità per portatori di handicap
- Ascensori
- Scale mobili
- Emettitrice automatica biglietti
- Stazione video sorvegliata
- Servizi igienici